# Bobby Scott
Robert William Scott (29 de enero de 1937 - 5 de noviembre de 1990) fue un músico, productor discográfico y compositor estadounidense.

## Biografía
Scott nació en Mount Pleasant (Nueva York), Estados Unidos, ejerció como pianista, vibrafonista y cantante, también podía tocar el acordeón, el violonchelo, el clarinete y el contrabajo . Estudió con Edvard Moritz en la Escuela de Música La Follette a la edad de ocho años y a los once ya trabajaba profesionalmente. En 1952, comenzó a hacer giras con Louis Prima. También realizó giras y actuó con Gene Krupa, Lester Young y Tony Scott en la década de 1950. En 1956 alcanzó el Billboard Hot 100 en Estados Unidos con la canción " Chain Gang ", alcanzando el puesto 13. Vendió más de un millón de copias y recibió un disco de oro.
Como director de orquesta, realizó sesiones para las discográficas Verve, ABC-Paramount, Bethlehem y Musicmasters. Como compositor, ganó un premio Grammy a la Mejor Composicióna Instrumental por la canción " A Taste of Honey ". Además de "A Taste of Honey", Scott también coescribió la canción "He Ain't Heavy, He's My Brother" popularizada por la banda británica The Hollies. En la década de 1960 se convirtió en profesor de música y estudió nuevamente con Moritz, pero ocasionalmente también grabó, incluido un álbum tributo a Nat King Cole lanzado en la década de 1980. También compuso bandas sonoras de películas, incluidas las partituras de Slaves (1969), Joe (1970) y Who Says I Can't Ride a Rainbow! (1971). Durante la década de 1980 compuso música para guitarra clásica, arpa y piano. También hizo arreglos para músicos de jazz y música fácil como Les y Larry Elgart .
Scott murió de cáncer de pulmón en la ciudad de Nueva York, a la edad de 53 años

## Discografía

### como líder
- The Compositions of Bobby Scott (Bethlehem, 1955)
- Scott Free (ABC-Paramount, 1955)
- Bobby Scott and 2 Horns (ABC-Paramount, 1956)
- Serenta (Verve, 1957)
- Bobby Scott Plays the Music of Leonard Bernstein (Verve, 1959)
- The Compleat Musician (Atlantic, 1960)
- A Taste of Honey (Atlantic, 1960)
- Joyful Noises (Mercury, 1962)
- When the Feeling Hits You! (Mercury, 1963)
- 108 Pounds of Heartache (Mercury, 1963)
- I Had a Ball (Mercury, 1964)
- My Heart in My Hands (Columbia, 1967)
- Star (Columbia, 1969)
- Robert William Scott (Warner Bros., 1970)
- From Eden to Canaan (Columbia, 1976)
- Forecast: Rain with Sunny Skies (Columbia, 1978)
- For Sentimental Reasons (MusicMasters, 1990)
- Slowly (MusicMasters, 1991)
- Bobby Scott Sings the Best of Lerner and Loewe (LPTime, 2010)

### como acompañante
- Chet Baker, Baby Breeze (Limelight, 1965)
- Buddy Emmons, Steel Guitar Jazz (Mercury, 1964)
- Quincy Jones, Golden Boy (Mercury, 1964)
- Quincy Jones, Quincy Plays for Pussycats (Mercury, 1965)
- Quincy Jones, In the Heat of the Night OST (United Artists, 1967)